# Ciobănesc de Anatolia

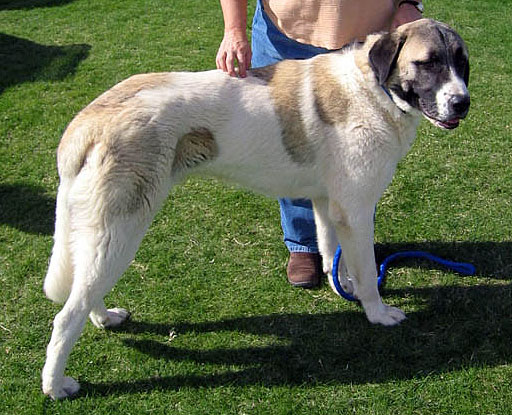
Ciobănesc de Anatolia de 7 luni

Ciobănesc de Anatolia este o denumire generică pentru câteva rase de câine ciobănesc (turcă Çoban köpekği) răspândite în Turcia și țările vecine din Munții Caucaz. Sunt câini de pază și luptă de dimensiuni mari și foarte mari. Unele exemplare pot cântări până la cca. 80 kg.
Cele mai cunoscute tipuri ciobănești din spațiul anatolic, recunoscute de FCI:
- Akbaș (turcă „cap alb)
- Kangal (sau Çomar, Samsun) 
  - Kîzîlyaka (Kangal roșcat)
  - Alabaș (Kangal alb cu pete negre)
  - Akyaka (seamănă cu Alabaș; urechi negre, bot negru, restul în alb; numit adesea și Karabaș)
  - Karayaka (cap negru, păr sur întunecat, până spre negru pe spinare; extremitățile pot fi albe)
  - Yoruk (Yörük) (Kangal clasic, mai alb, fără nuanțe maronii pe spinare, bot negru, urechi mici negre; ciobănesc al populației seminomade Iurucii)
  - Sivas (confundabil cu Yoruk)
- Karabaș (turcă „cap negru”) (ca Akbaș, dar cu pete negre pe cap)
- Kars Kars Hund.jpg[nefuncțională]
 (similar Ciobănescului caucazian)